# Wilier
Wilier is een historisch merk van motorfietsen.
De bedrijfsnaam was: Motocicli Wilier, Trieste.
Het betreft hier een Italiaans merk dat vanaf 1962 lichte 49cc-tweetakten maakte. De productie werd tussen 1966 en 1970 beëindigd.